# Louhi (rajon)

Louhi

Louhi (finska), Louchi (ryska; Лоухский район), är ett rajon (distrikt), i Karelska republiken i västra Ryssland. En lokaltidning heter Pripoljarje, vilket betyder "Polcirkelområdet". Huvudort är Louhi.